# Spinoloricus
Spinoloricus es un género de loricíferos pertenecientes a la familia Nanaloricidae. Su especie tipo es S. turbatio, descrita en 2007, y otra especie, nativa de ambientes completamente anóxicos, Spinoloricus cinziae, fue descrita en 2014.

## Especies
Este género contiene las siguientes especies:
- Spinoloricus cinziae Neves, Gambi, Danovaro & Kristensen, 2014
- Spinoloricus neuhausi Neves & Kristensen 2016
- Spinoloricus turbatio Heiner & Neuhaus, 2007